# شط مريم
شط مريم هي إحدى مدن الساحل التونسي، وتتبع معتمدية أكودة من ولاية سوسة. تنقسم إلى ثلاث مناطق و هي الطنطانة، شط مريم، و حلق المنجل(الفقاعية) , وتقع شمالي مدينتي سوسة وحمام سوسة وجنوبي مدينة هرقلة. وقد اشتهرت شط مريم بالفلاحة و بشاطئها مما يجعل العديد من العائلات تقصدها للمصيف في فصل الصيف.
كما اشتهرت هذه المدينة بوجود معهد فلاحي عال بها هو المعهد العالي للعلوم الفلاحية
أصبحت منطقة بلدية اثر الانتخابات البلدية لسنة 2019.
1. ↑   http://www.collectiviteslocales.gov.tn/fr/sites-web-des-municipalites/. {{استشهاد ويب}}: |url= بحاجة لعنوان (مساعدة) والوسيط |title= غير موجود أو فارغ (من ويكي بيانات) (مساعدة)